# ريو تادوكورو
ريو تادوكورو (باليابانية: 田所 諒) (8 أبريل 1986 في نياغاوا في اليابان – )؛ هو لاعب كرة قدم ياباني سابق كان يلعب كمدافع.

## وصلات خارجية
- ريو تادوكورو على موقع رابطة كرة القدم اليابانية للمحترفين (اليابانية)
- ريو تادوكورو على موقع قاعدة بيانات كرة القدم.إي يو (الإنجليزية)
- ريو تادوكورو على موقع Soccerway.com (الإنجليزية)
- ريو تادوكورو على موقع عالم كرة القدم.نت (الإنجليزية)